# La Force (Dordogne)
La Force [la fɔʁs] (okzitanisch: La Fòrça) ist eine französische Gemeinde mit 2.687 Einwohnern (Stand: 1. Januar 2022) im Département Dordogne in der Region Nouvelle-Aquitaine. Sie gehört zum Arrondissement Bergerac und zum Kanton Pays de la Force. Die Einwohner werden Forcelais genannt.

## Geographie
La Force liegt in der Landschaft Périgord am Fluss Dordogne, der auch die südliche Gemeindegrenze bildet. Im nördlichen und westlichen Gemeindegebiet verläuft sein Nebenfluss Eyraud. Umgeben wird La Force von den Nachbargemeinden Saint-Georges-Blancaneix im Norden, Prigonrieux im Osten, Lamonzie-Saint-Martin im Süden sowie Saint-Pierre-d’Eyraud im Westen.

## Bevölkerungsentwicklung
| Jahr      | 1962 | 1968 | 1975 | 1982 | 1990 | 1999 | 2006 | 2012 |
| Einwohner | 1573 | 1803 | 1846 | 2101 | 2261 | 2336 | 2465 | 2563 |

## Sehenswürdigkeiten

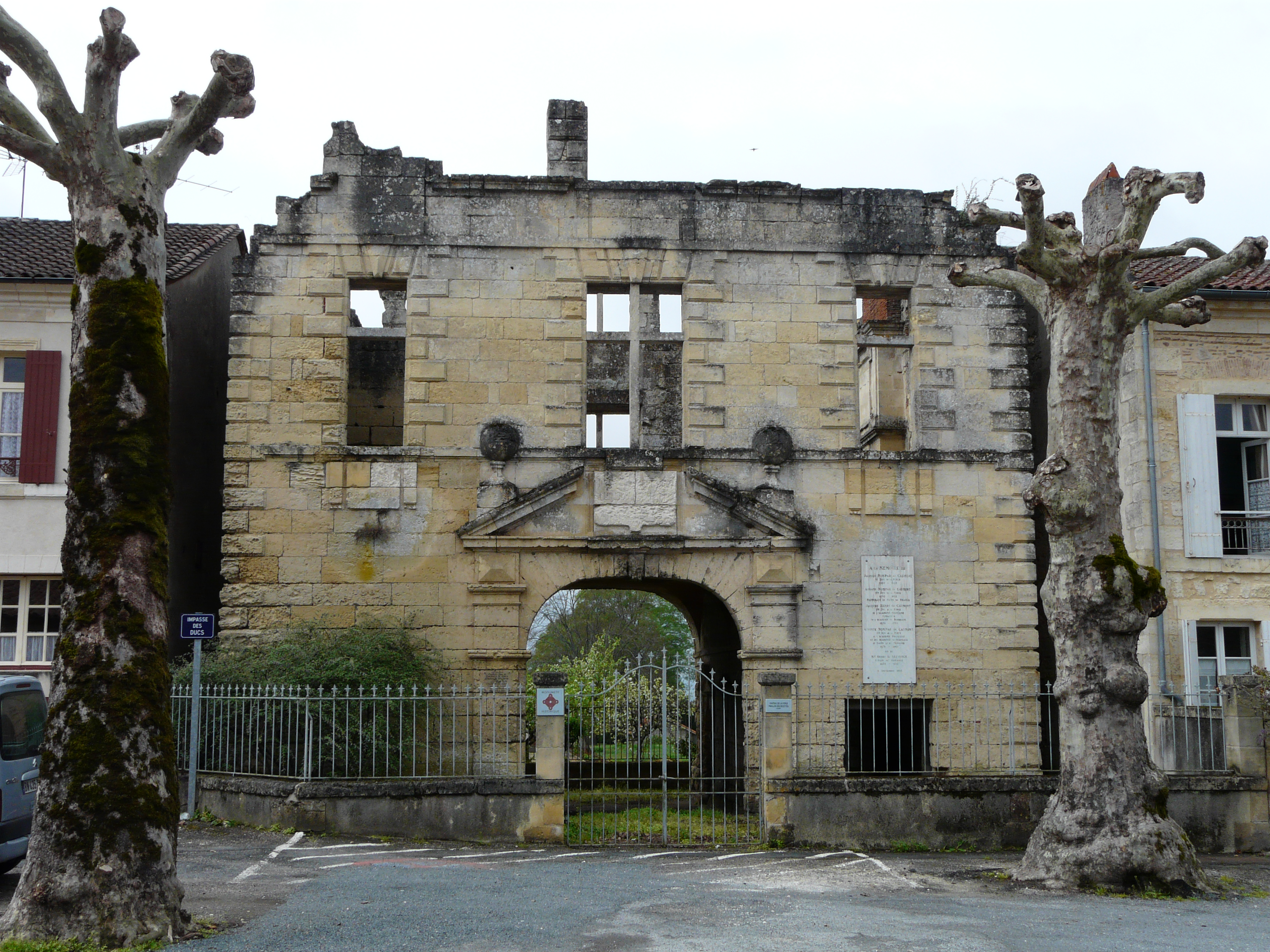
Pavillon des récettes

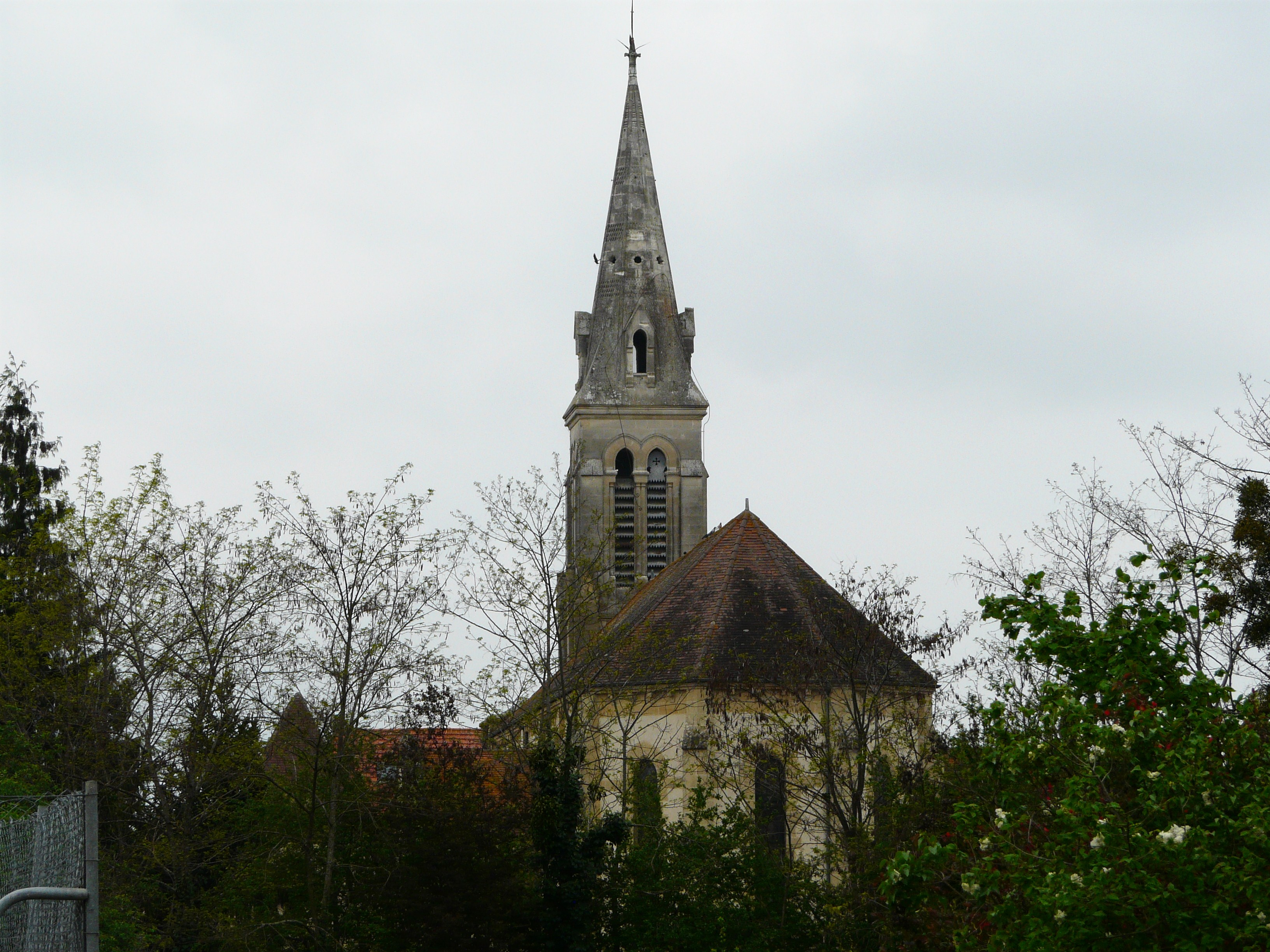
Katholische Pfarrkirche Saint-Victor

- Schloss La Force, in den Jahren 1604 bis 1614 für den Herzog von La Force im Stil der Renaissance errichtet, wurde um 1793 zerstört. Die Ruine diente als Steinbruch. Von der Schlossanlage erhalten geblieben sind das Henkelbogenportal, Teile der Fassade und die Durchfahrt des Eingangspavillons der früheren Stallungen, auch Pavillon des récettes genannt. Er steht seit 1932 als Monument historique unter Denkmalschutz.
- Die protestantische Pfarrkirche (Anfang 17. Jahrhundert), die dem Pavillon des récettes benachbart ist, wurde ebenfalls unter dem Herzog von La Force als damalige Schlosskapelle errichtet. Da ihr Auftraggeber   calvinistischen Glaubens war, diente sie bis zur Widerrufung des Ediktes von Nantes (1685) auch der protestantischen Pfarrgemeinde. Ihre Zerstörung konnte durch eine Zurückstufung zur Schlosskapelle verhindert werden. Das Gebäude wurde 1806 von Protestanten erworben und 1821 restauriert.
- Die protestantische Kirche der John-Bost-Stiftung ist weiter westlich an der Rue du Pasteur Alard zu finden.
- Die katholische Pfarrkirche Saint-Victor, deren Bau 1865 beschlossen wurde, erhebt sich am Standort einer Vorgängerkirche. Sie wurde 1874 geweiht und bewahrt eine Reliquie des heiligen Viktor von Marseille.

## Persönlichkeiten
- Jacques Nompar de Caumont (* 1558; † 1652 Bergerac), seigneur de Castelnau, 1. duc de La Force und Pair von Frankreich (1637), Marschall von Frankreich (1622)
- Armand Nompar de Caumont (* ~1580/1582; † 1675 Schloss La Force), ältester Sohn von Jacques Nompar Caumont, 2. duc de La Force und Pair von Frankreich (1652), Marschall von Frankreich (1652)
- Henri Nompar de Caumont (* 1582 Schloss La Force; † Januar 1678 ebenda), zweiter Sohn von Jacques Nompar Caumont, marquis de Castelnau, 3. duc de La Force und Pair von Frankreich (1675)
- Jacques Nompar II de Caumont (* 1632; † 1699), Enkel von Henri Nompar, baron de Boisse, 4. duc de La Force und Pair von Frankreich (1678)
- Henri François-Xavier de Belsunce de Castelmoron (* 1671 Schloss La Force; † 1755), Bischof von Marseille
- Henri Jacques Nompar de Caumont (* 1675; † 1726 Paris), Sohn von Jacques Nompar II, 5. duc de La Force und Pair von Frankreich, Mitglied der Académie Française
- Armand Nompar II de Caumont (* 1679; † 1764 Schloss La Force[1]), Bruder von Henri Jacques Nompar, 6. duc de la La Force und Pair von Frankreich
- Anne-Jacobé de Caumont (* 1758 Schloss La Force; † 1842), comtesse de Balbi
- Ami Bost (* 1790; † 1874 La Force), evangelischer Pfarrer
- John Bost (* 1817; † 1881), evangelischer Pfarrer